# Лусдейл (Міссісіпі)
Лусдейл (англ. Lucedale) — місто (англ. city) в США, в окрузі Джордж штату Міссісіпі. Населення — 2869 осіб (2020).

## Географія
Лусдейл розташований за координатами 30°55′52″ пн. ш. 88°35′45″ зх. д. / 30.93111° пн. ш. 88.59583° зх. д. (30.931213, -88.595896).  За даними Бюро перепису населення США в 2010 році місто мало площу 16,55 км², уся площа — суходіл.

## Демографія
Згідно з переписом 2010 року, у місті мешкали 2923 особи в 945 домогосподарствах у складі 628 родин. Густота населення становила 177 осіб/км².  Було 1130 помешкань (68/км²).
Расовий склад населення:
| - 68,7 % — білих - 29,6 % — чорних або афроамериканців - 0,5 % — азіатів - 0,1 % — корінних американців |

До двох чи більше рас належало 0,5 %. Частка іспаномовних становила 1,7 % від усіх жителів.
За віковим діапазоном населення розподілялося таким чином: 22,4 % — особи молодші 18 років, 61,4 % — особи у віці 18—64 років, 16,2 % — особи у віці 65 років та старші. Медіана віку мешканця становила 37,2 року. На 100 осіб жіночої статі у місті припадало 115,4 чоловіків;  на 100 жінок у віці від 18 років та старших — 117,4 чоловіків також старших 18 років.
Середній дохід на одне домашнє господарство  становив 47 586 доларів США (медіана — 38 900), а середній дохід на одну сім'ю — 57 000 доларів (медіана — 49 561). Медіана доходів становила 50 694 долари для чоловіків та 43 107 доларів для жінок. За межею бідності перебувало 30,9 % осіб, у тому числі 40,0 % дітей у віці до 18 років та 14,4 % осіб у віці 65 років та старших.
Цивільне працевлаштоване населення становило 866 осіб. Основні галузі зайнятості: освіта, охорона здоров'я та соціальна допомога — 29,7 %, роздрібна торгівля — 14,9 %, будівництво — 13,4 %, виробництво — 12,0 %.